# Germinon
Germinon is een gemeente in het Franse departement Marne (regio Grand Est) en telt 111 inwoners (1999). De plaats maakt deel uit van het arrondissement Epernay.

## Geografie
De oppervlakte van Germinon bedraagt 19,7 km², de bevolkingsdichtheid is 5,6 inwoners per km².
De onderstaande kaart toont de ligging van Germinon met de belangrijkste infrastructuur en aangrenzende gemeenten.

## Demografie
Onderstaande figuur toont het verloop van het inwonertal (bron: INSEE-tellingen).